# Джерасси, Карл
Карл Джерасси (нем. Carl Djerassi, англ. Carl Djerassi; 29 октября 1923, Вена, Австрия — 30 января 2015, Сан-Франциско, Калифорния, США) — американский учёный-химик, писатель, публицист, драматург. Первый лауреат премии Вольфа по химии, обладатель Национальной научной медали США и Национальной медали США в области технологий и инноваций, а также более 20 различных научных медалей и премий, носитель 32 степеней почётного доктора от университетов со всех концов Земли. Командор орденов «За заслуги перед Федеративной Республикой Германия» и «За заслуги перед Австрийской Республикой».
Из семьи болгарского дерматолога и австрийского дантиста. После аншлюса бежал с матерью в Лондон, а затем в Софию к отцу. Поступил в Американский колледж, где выучил английский язык, а в 1939 году приехал вместе с матерью в Нью-Йорк. По протекции Элеоноры Рузвельт поступил в колледж, затем в другой, а потом и в третий, который окончил в 1942 году с наибольшим почётом. Работал в компании «Ciba», где принимал участие в разработке антигистаминных препаратов. В 1945 году получил степень доктора философии в области химии от Висконсинского университета в Мадисоне, и тогда же получил американское гражданство. Снова поступил на работу в «Ciba», а в 1949 году перешёл в «Syntex», получив пост заместителя директора по исследованиям. Занимался работой над синтезом кортизона на основе легкодоступного ямса. В 1951 году вместе с Джорджем Розенкранцем и Луисом Мирамонтесом синтезировал норэтистерон, аналог гормонов прогестинов, защищающих женщин от овуляции во время беременности в качестве естественного противозачаточного средства. Запатентовав вместе с коллегами своё открытие, Джерасси стал одним из изобретателей оральных контрацептивов, а иначе — основы первых в мире противозачаточных таблеток. Последующие исследования Грегори Пинкуса и Джона Рока привели к одобрению таблеток в качестве медикаментов и первым продажам в США, что положило начало сексуальной революции. В последующие годы Джерасси стал известен работами об использовании физических методов в органической химии, об изучении процесса биосинтеза, по исследованию структуры стероидов, алкалоидов, антибиотиков, липидов и терпеноидов, которым посвятил несколько монографий и более тысячи статей. Помимо этого, работал над применением искусственного интеллекта в медико-биологических исследованиях, разрабатывал средства по борьбе с насекомыми-вредителями. Также занимался литературной и преподавательской деятельностью. Скончался в возрасте 91 года.

## Биография

### Детство и юность
Карл Джерасси родился 29 октября 1923 года в столице Австрии — Вене. По отцу — сефардский еврей, а по матери — ашкеназского происхождения. Раннее детство провёл в болгарской Софии, в доме своего отца Самуэля Джерасси — дерматолога и специалиста по венерическим болезням, затем рос в доме матери — венского стоматолога Алисы Фридман (в замужестве Джерасси). Для того чтобы вступить в брак, Алиса Фридман приняла болгарское гражданство.

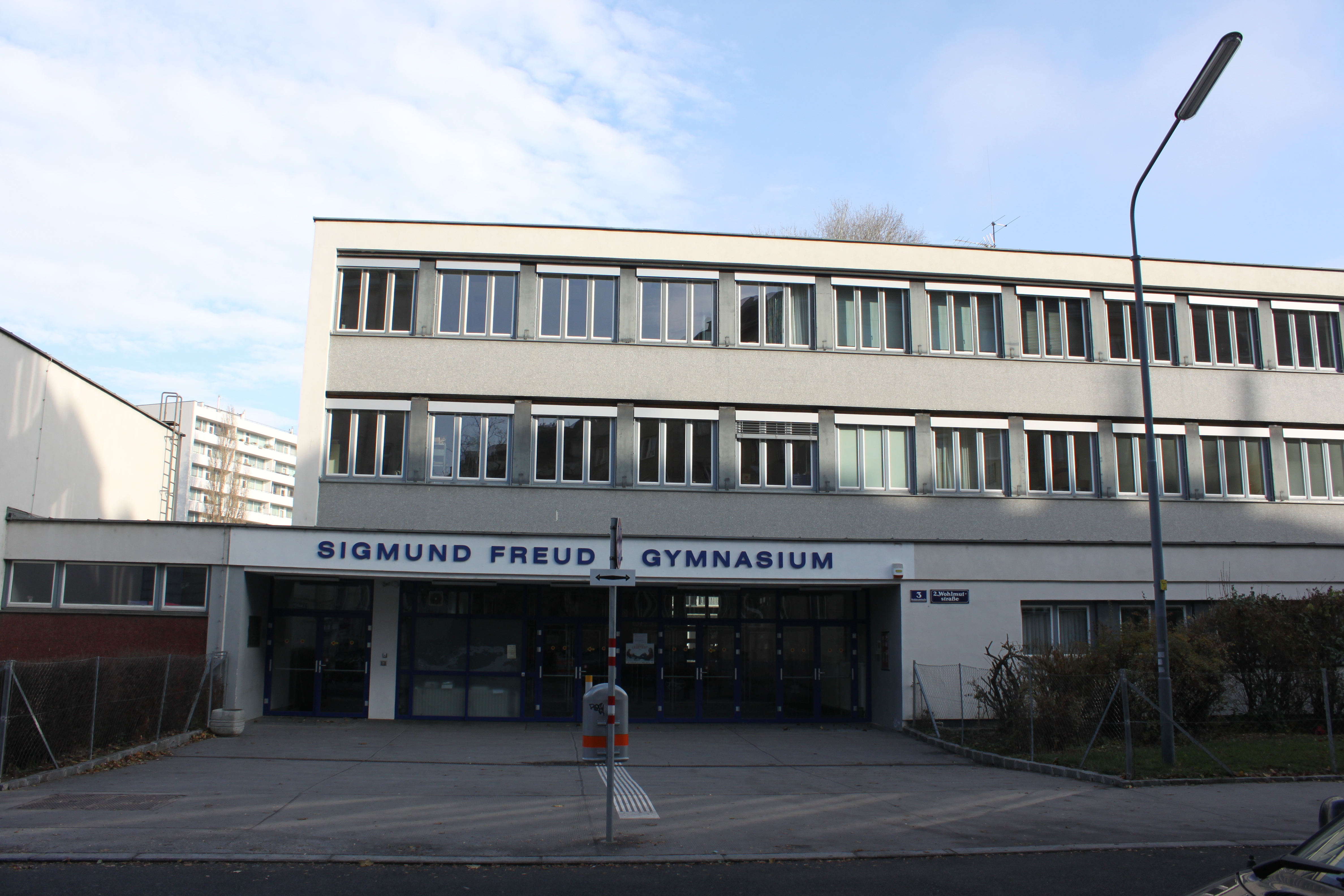
Современное здание гимназии Фрейда

Родители развелись, когда Карлу было шесть лет, после чего он с матерью переехал в Вену, однако в итоге только она одна получила австрийское гражданство. До четырнадцати лет он ходил в ту же реальную гимназию, в которой три поколения назад учился Зигмунд Фрейд. Лето Джерасси проводил с отцом в Болгарии. После аншлюса 1938 года Самуэль вернулся в Вену и снова женился на Алисе, после чего 15-летний Карл вместе с матерью бежал от нацистского режима сначала в Лондон, а затем в Болгарию, где после этого в течение года жил со своим отцом.
Во время своего пребывания в Болгарии Джерасси учился в Американском колледже Софии, где выучил английский язык. В декабре 1939 года на корабле Карл со своей матерью прибыл в США, имея с собой лишь 30 долларов. В Нью-Йорке последние 20 долларов у них украл таксист, после чего Карл написал письмо Элеоноре Рузвельт с просьбой выделить ему место в учебном заведении. Эта просьба была передана некоммерческой организации, после чего Карл получил стипендию для обучения в колледже. Мать поступила на работу в клинику групповой медицинской практики в северной части штата Нью-Йорк. Его отец, проведший всю войну в Болгарии, в 1949 году иммигрировал в Соединенные Штаты и, начав практику в Пенсильвании и Западной Виргинии, в конце концов ушёл в отставку и поселился у Карла в Сан-Франциско. Самуэль скончался в возрасте 96 лет от несчастного случая.

### Профессиональное образование
Карл Джерасси проучился два семестра в Ньюарк-джуниор-колледже, затем по протекции Рузвельт поступил в Таркио-колледж, а позже получил степень бакалавра в области органической химии в Кеньон-колледже, который окончил в 1942 году с наибольшим почётом. Там он был членом общества «Phi Beta Kappa». C 1942 по 1943 год Джерасси работал в компании «Ciba» в Нью-Джерси, ведущей разработку пирибензамина, ставшего одним из первых промышленных антигистаминных препаратов, на который он получил свой первый патент. В то же время он начал учиться в Политехническом университете Бруклина, а затем поступил в Висконсинский университет в Мадисоне, где в 1945 году получил степень доктора философии в области химии. В том же году Джерасси стал гражданином США.

### Карьера

#### Изобретатель оральных контрацептивов

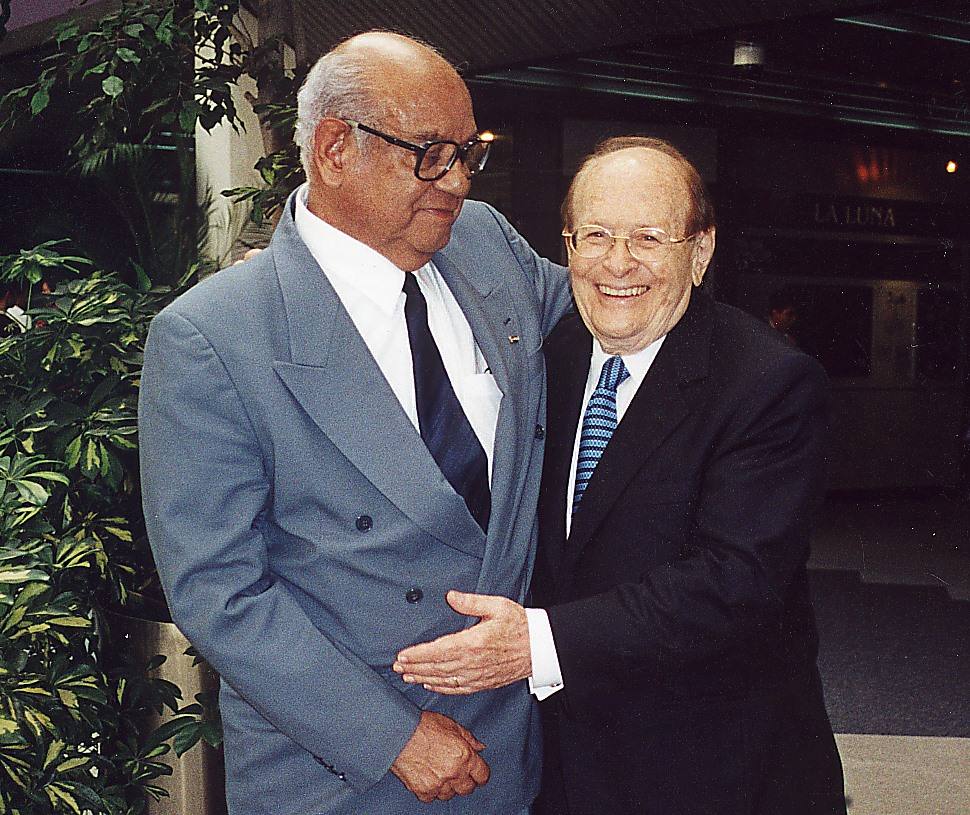
Мирамонтес и Розенкранц, 2001 год

С 1945 года в течение четырёх лет Джерасси работал в «CIBA Pharmaceutical Co.» в Саммите. В 1949 году он стал заместителем директора по исследованиям компании «Syntex» в Мехико, получив эту работу благодаря звонку от директора этого предприятия химика Джорджа Розенкранца. Джерасси занимался работой над новым синтезом кортизона на базе диосгенина — стероидного сапогенина, на основе легко получаемого мексиканского дикого ямса, естественного предшественника синтетических стероидов. 15 октября 1951 года Джерасси вместе с Розенкранцем и Луисом Мирамонтесом синтезировал норэтистерон, который оказался первым высокоактивным аналогом гормонов прогестинов, защищающих женщин от овуляции во время беременности и действующих как естественное противозачаточное. Норэтистерон оказался эффективным при приеме внутрь и в результате одним из первых успешных комбинированных оральных контрацептивов. Примечательно, что ещё четверть века назад у австрийского физиолога Людвига Хаберландта была идея вводить женщинам прогестерон, чтобы предотвратить нежелательную беременность, однако из-за давления влиятельных католических кругов в 1932 году он покончил жизнь самоубийством.

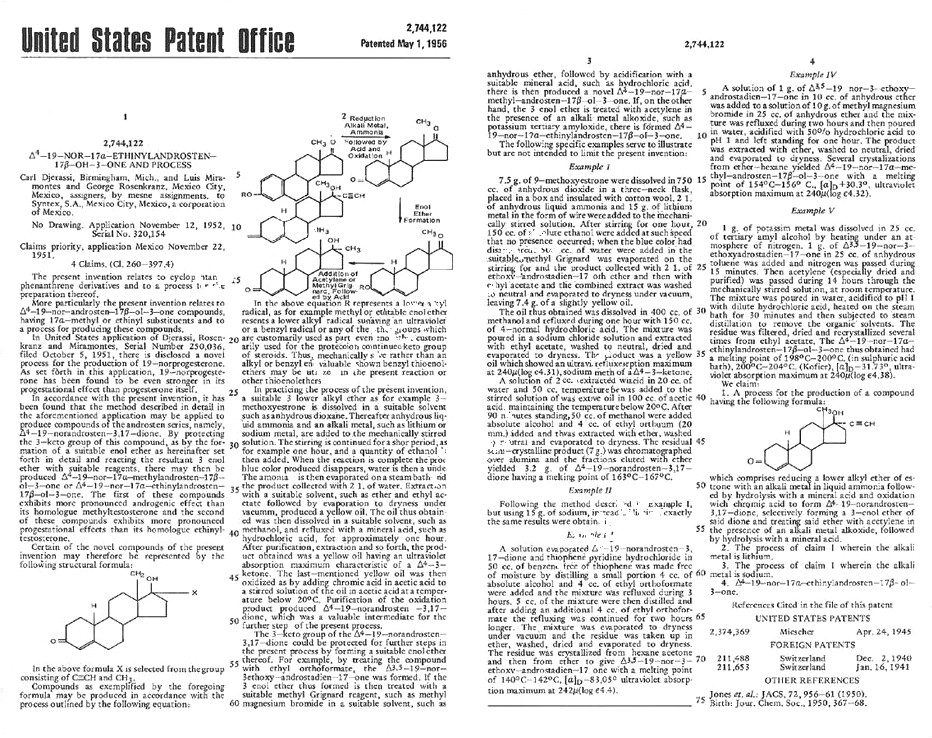
Патент Джерасси, Розенкранца и Мирамонтеса на норэтистерон, 1 мая 1956 года, Ведомство патентов США

Исследователи поделили между собой патент на открытие, а в СМИ Джерасси был назван «отцом противозачаточных таблеток». Такая характеристика является преувеличением, так как Джерасси был лишь одним из многих учёных, работающих в течение десятилетий над химическими основами таблеток, породивших огромные противоречия и социальные изменения сексуальной и репродуктивной практики, баланса сил между полами, семейной экономики и трудовой жизни миллионов женщин во всем мире. В то же время в другой лаборатории биолог Грегори Пинкус руководил экспериментами по созданию противозачаточного средства, а врач Джон Рок проводил первые клинические испытания в Пуэрто-Рико, приведшие к одобрению этого средства в качестве медикамента в США, а затем и первым продажам, состоявшимся 20 мая 1960 года под обиходным названием — «таблетка». В связи с этим Джерасси позже предпочитал называть себя «матерью таблетки», в том смысле, что он создал яйцо — ядро таблетки, видя Пинкуса в качестве отца, а Рока — акушерки. Он отмечал, что таблетки «возымели огромное влияние на женщин», но «как положительное, так и отрицательное» — «Меня обвиняли в сексуальной революции. И хотя я был удивлен и, возможно, даже рад, что люди говорили, что я частично ответственен за это, я думаю, что это слишком упрощённый взгляд. 1960-е были точно подходящим временем для введения оральных контрацептивов, из-за всех этих общественных движений — The Beatles, наркотической культуры, культуры хиппи, и особенно движения за освобождение женщин. И все они были связаны со свободой сексуального поведения, даже каким-то неразборчивым сексуальным поведением». В то же время он отделял сексуальную активность от деторождения, благодаря чему «новое поколение работающих женщин скоро выйдет на ещё один шаг вперёд, получив детей путём искусственного оплодотворения». Таким образом, Джерасси выдвигал теорию о том, что многие молодые женщины в промышленно развитых странах скоро будут замораживать свои яйцеклетки в качестве меры предосторожности для того, чтобы быть готовыми к рождению детей, когда обретут уверенность и найдут верного партнера, не беспокоясь о своих биологических часах, в результате чего возраст воспроизводства снизится.

#### Последующая работа
В 1952 году Джерасси стал профессором химии в Университете Уэйна в Детройте, а в 1959 году — Стэнфордском университете. С тех пор он опубликовал более 1200 научных статей и 7 монографий: о стероидах, алкалоидах, антибиотиках, липидах и терпеноидах. Джерасси внёс конструктивный вклад в использование высокочувствительных аналитических инструментов — в том числе масс-спектрометрии, магнитного кругового дихроизма и оптического вращения дисперсии — которые стали основой для установления строения сложных молекул. В дополнение к синтезированию стероидов он стал пионером в понимании того, как природа создаёт молекулы — процесса, известного как биосинтез. За свою работу Джерасси восемь раз номинировался на Нобелевскую премию по химии, в том числе Тадеушом Рейхштейном и Дереком Бартоном, но так и не получил ни одной, хотя изобретение противозачаточных ставили в один ряд с открытием пенициллина.
В 1957 году, находясь в отпуске из Университета Уэйна, Джерасси стал вице-президентом по исследованиям компании «Syntex», а с 1968 до 1972 года занимал пост президента «Syntex Research» в Пало-Альто. Хоть «Syntex» платила Джерасси «почётный» один доллар на патент, работа в различных отделениях корпорации и выкуп доли в производстве противозачаточных таблеток принесли ему значительный капитал: он купил большой участок земли в 1200 акров в Вудсайде, основал ранчо под первоначальным названием «SMIP» (с англ. Syntex Made It Possible — Syntex Сделал Это Возможным), а также собрал большую коллекцию произведений искусства, в том числе кисти немецкого художника Пауля Клее. Позднее Джерасси пожертвовал Галерее Альбертина в Вене более 60 работ из своей коллекции Клее, помимо двух скульптур работы Джорджа Рики. Остальная часть работ Клее была отдана в Музей современного искусства Сан-Франциско.
В 1965 году в Стэнфордском университете Джерасси совместно с лауреатом Нобелевской премии по физиологии или медицине Джошуа Ледербергом и учёным в области вычислительных систем Эдвардом Фейгенбаумом разработал компьютерную программу «Dendral» — для выяснения молекулярной структуры неизвестных органических соединений на примере алкалоидов и стероидов. Благодаря анализу структурных ограничений внутри молекул, делающих определённые комбинации атомов неправдоподобными, а также генерации, проверке и исключению гипотез, программа создавала ветви дерева графиков, содержащие все возможные конфигурации атомов, до тех пор, пока не будет получен результат, соответствующий данным приборных измерений. Данная программа стала прототипом экспертных систем, а также оказалась одним из первых применений искусственного интеллекта в медико-биологических исследованиях.
В 1968 году Джерасси основал новую компанию «Zoecon», сосредоточив своё основное внимание на борьбе с вредителями путём модифицирования гормонов роста у насекомых, чтобы на ранних этапах остановить их метаморфоз от личинки к куколке. В конечном счете «Zoecon» была приобретена компанией «Occidental Petroleum», впоследствии продавшей её «Sandoz», ныне «Novartis». В 1972 году Джерасси у шёл из Стэнфорда и сосредоточился на управлении компанией, заняв до 1988 года пост председателя совета директоров. В 1994 году компания «Sintex» была приобретена за 5,3 миллиарда «Roche Holdings», крупнейшим производителем лекарств от рака, однако все сотрудники исследовательских центров в Мехико были уволены, а исследования завершены, что сам Джерасси называл непростительной ошибкой и «ампутацией» этой сферы.

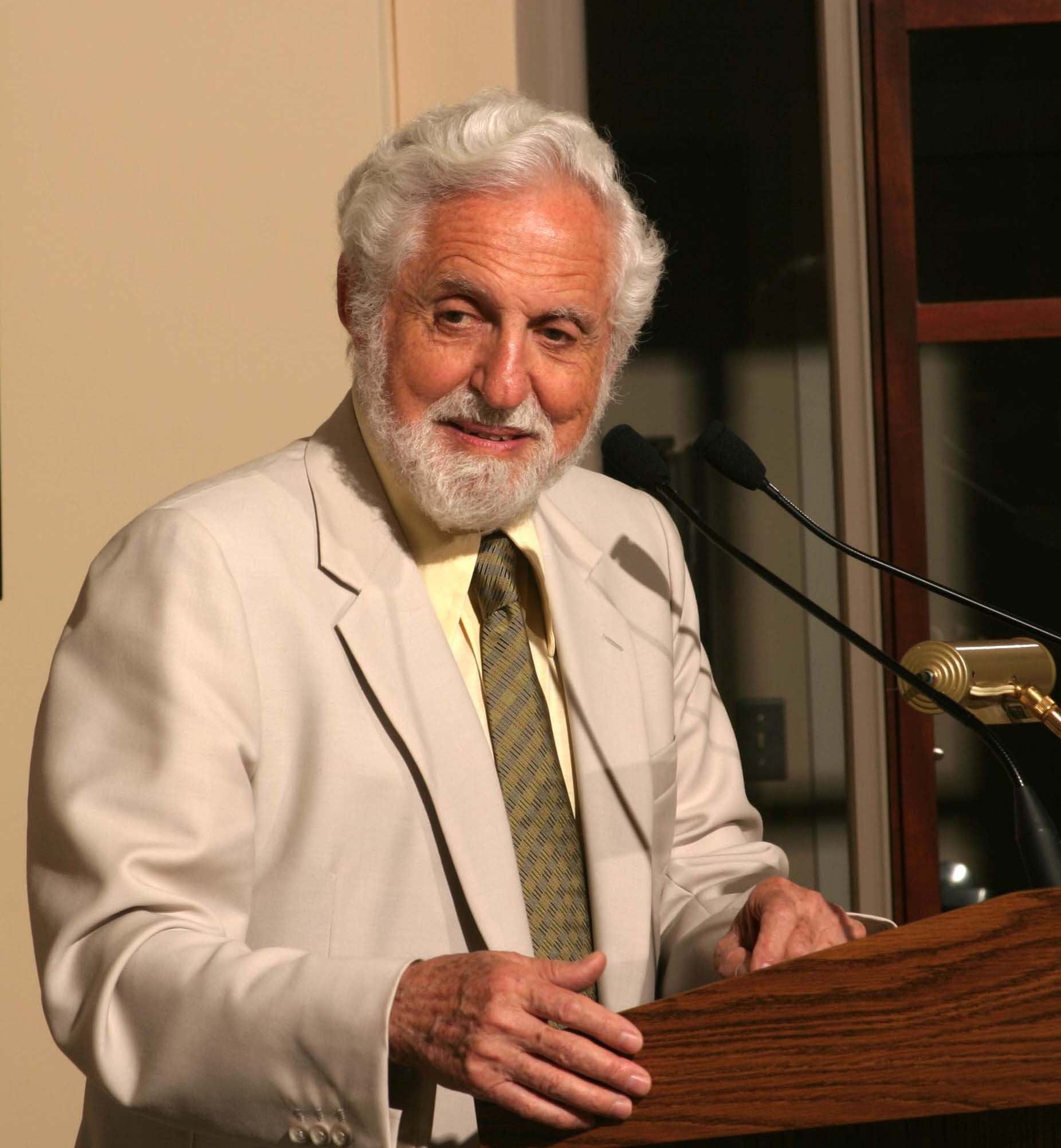
Карл Джерасси на выступлении в Американском химическом обществе, 2004 год

В 1969 году Джерасси представил статью о государственной политике США в контексте глобальных последствий противозачаточных исследований. В 1970 году он опубликовал ещё одну статью о возможности создания противозачаточных таблеток для мужчин. Джерасси отмечал, что «мысли, стоящие за этими двумя статьями о государственной политике, убедили меня, что политика, а не наука, будет играть доминирующую роль в формировании будущего контроля над рождаемостью человека». Тогда же в Стэнфорде он разработал учебный курс для студентов под названием «Биосоциальные аспекты контроля над рождаемостью» и выпустил программу обучения биомедицинской этике. Из-за своей активной позиции против войны во Вьетнаме, а также поддержки Джорджа Макговерна на президентских выборах 1972 года, во время Уотергейтского скандала Джерасси был включён в «список врагов Никсона», что называл «одним из самых больших достижений» в своей жизни.
В 1970-е годы Карл Джерасси жил на два города — Сан-Франциско и Лондон, постоянно посещал театры и оперу. В свободное от работы время он занимался лыжным спортом и ходил в горные походы, в частности через Гималаи в Бутане. Начиная с 1986 года, он начал публиковать многочисленные стихи и рассказы в литературных журналах, а позже выпустил сборники «How I beat Coca-Cola» и «Tales of One-upmanship», пять романов: «Cantor’s Dilemma», «The Bourbaki Gambit», «Marx, Deceased», «Menachem’s Seed», «NO»; три автобиографии: «Steroids Made it Possible», «The Pill, Pygmy Chimps, and Degas’ Horse» и «Der Schattensammler»; поэтический сборник «A Diary of Pique»; сборник эссе «From the Lab into the World: A Pill for People, Pets, and Bugs»; мемуары «This Man’s Pill: Reflections on the 50th birthday of the Pill» и «Four Jews on Parnassus—a Conversation: Benjamin, Adorno, Scholem, and Schönberg». Свои четыре из пяти романов он выделял в «специальный литературный жанр» научно-популярного характера — «наука в фантастике». В 1997 году он сосредоточился на создании театральных письменных форм, написав девять пьес. Таким образом, Джерасси воплотил своё желание работать в более «диалогической» окружающей среде, чем в монологический естественно-научной сфере. Его книги были переведены на два десятка языков, а пьесы ставились в театрах по всему миру. Наиболее известным произведением является роман «Дилемма Кантора».

### Последние годы
В 1998 году в интервью «The Times» Джерасси отмечал — «Я смотрю вперед, потому что я знаю, что время на исходе. Я не собираюсь жить вечно. Но я всегда думаю, что что-то прекрасное будет не за горами». Он преподавал в Стэнфорде до выхода на пенсию в 2002 году. В 2005 году он выступил со Шрёдингеровской лекцией в Тринити-колледже в Дублине. Джерасси являлся членом Совета спонсоров журнала «Bulletin of the Atomic Scientists» и председателем Научно-консультативного совета компании Pharmanex. В последние годы он уставал от разговоров о своём открытии «таблетки», но охотно делился рассказами о своей страсти к написанию пьес. Джерасси отмечал, что «как химик, я американец. В культурном плане, совсем другая вещь», расценивая своё художественное развитие как «штамп, поставленный в моём детстве в Вене. Только очень поздно».

### Смерть
Карл Джерасси скончался в ночь на 30 января 2015 года в возрасте 91 года в своём доме в Сан-Франциско в окружении семьи и близких в результате осложнений от болезни печени и рака кости. Он оставил после себя сына Дэйла, падчерицу Лию и внука Александра. По завещанию Джерасси пожертвовал более 300 тысяч долларов на развитие Американского университета в Болгарии.
Свои глубокие соболезнования в связи с кончиной Джерасси выразил его родным и близким федеральный канцлер Австрии Вернер Файман. Президент Стэнфордского университета Джон Хеннесси сказал, что «Карл Джерасси был прежде всего великим учёным. Вместе со своими коллегами он изменил мир, сделав оральную контрацепцию эффективной. В последующей жизни он стал большим сторонником художников и драматургом, чьи пьесы развлекали, образовывая». Профессор естественных наук Стэнфорда Ричард Заре отметил, что «Карл Джерасси, вероятно, был самым великим химиком нашего отдела во все времена. Я не знал ни одного человека в мире, который бы объединил владение наукой с литературным талантом, как Карл Джерасси. Насколько мне известно, он также являлся единственным человеком, получившим от президента Никсона Национальную медаль науки и в том же году внесённым в чёрный список Никсона». Немецкая феминистка Алиса Шварцер охарактеризовала итоги его исследований такими словами: «Джерасси заслуживает памятника! Таблетка стала вехой в истории эмансипации женщин!».

## Личная жизнь

### Семья
В 1942 году Карл Джерасси женился на Вирджинии Джереми, однако бездетный брак закончился разводом в 1950 году. Причиной этого стало то, что он завёл любовницу, которую звали Норма Ландхолм (1917—2006). Норма забеременела из-за порвавшегося презерватива, и в том же году Карл на ней женился, почувствовав в этом свой долг. У них было двое детей: режиссёр-документалист Дэйл и художница Памела. Джерасси развелся с Нормой в 1976 году. Позже Дэйл женился на дочери Роберта Максвелла, и у них родился сын — Александр Максвелл Джерасси.
В 1977 году Карл Джерасси вступил в отношения с Дайан Миддлбрук (р. 1939), профессором Стэнфордского университета и писательницей, специализирующейся на биографиях. У неё от прежнего брака была дочь Лия. В 1985 году Карл и Дайан поженились. В 2001 году она перенесла операцию по поводу рака, а в 2002 году, как и Джерасси, стала профессором-эмеритом и полностью погрузилась в работу над биографическими книгами. В 2004 году она снова попала в хирургию. В последние годы Карл и Дайан жили в Сан-Франциско и Лондоне, до её смерти 15 декабря 2007 года.
5 июля 1978 года дочь Джерасси Памела покончила самоубийством в возрасте 28 лет по причине депрессии. За год до этого, она прошла процедуру стерилизации, и Джерасси впоследствии отмечал по этому поводу: «Она высказала очень убедительные доводы. Это было в разгар заботы о демографическом взрыве; там было так много бедных, нежелательных детей, она сказала, зачем мне приносить ещё одного в этот ужасный мир? „Если я хочу иметь детей, я могу принять их“». После этого вместе с Мидлбрук, Джерасси решил помочь живущим художникам, а не коллекционировать произведения мертвых. В 1982 году Джерасси основал программу «Djerassi Resident Artists Program», оказывающую помощь деятелям изобразительного искусства, литературы, хореографии, исполнительского искусства и музыки. Дайан была близка с Памелой и сыграла большую роль в становлении этой программы, равно как и Норма. Своё ранчо «SMIP» Джерасси предоставил для месячного проживания художников со всего мира. С момента создания программы, через неё прошло более двух тысяч художников.

### Увлечения и воззрения
Карл Джерасси признавался, что не религиозен и не верит в бога. Его домашние книжные полки были заполнены трудами научных гигантов Франкфуртской школы марксизма, в частности, Вальтера Беньямина, оказавшего огромное воздействие на Ханну Арендт и Теодора Адорно. В контексте создания противозачаточных средств, Джерасси называл себя «мужчиной-феминистом», считая, что «таблетка стала огромным преимуществом для феминистского движения», так как с помощью них женщины обрели свободу, вследствие чего освобождённая женщина стала ответственной за свою плодовитость.

## Почести

Почтовый блок Австрии с портретом Джерасси, 2005 год

В 2002 году Джерасси подал заявление на получение гражданства Австрии, и в 2004 году стал его обладателем. В 2005 году в его честь в Австрии был выпущен почтовый блок со штампом первого дня — портрет Джерасси, составленный из микроскопических химических формул стероидов, и марка, на которой размещён портрет Джерасси на фоне Вены. В 2009 году в честь Джерасси был назван ледник на острове Брабант в Антарктике.

### Награды

#### Государственные
- Национальная научная медаль США (1973, США)[79] — «в знак признания большого вклада в выяснение сложной химии стероидных гормонов и применение этих соединений в медицинской химии и контроля над численностью населения с помощью оральных контрацептивов»[80]. Вручена 10 октября 1973 года президентом США Ричардом Никсоном на церемонии в Белом доме[81].
- Национальная медаль США в области технологий и инноваций (1991, США)[79] — «за большой технологический вклад в решение экологических проблем; за инициативы в развитии новых, практических подходов к препаратам по борьбе с насекомыми, имеющих свойства биоразлагаемости и безвредности»[82]. Вручена 24 сентября 1991 года президентом США Джорджем Бушем на церемонии в Белом доме[83].
- Австрийский почётный знак «За науку и искусство» I класса (1998, Австрия)[84].
- Орден «Мадарский всадник» I степени (1998, Болгария)[85].
- Большой крест в золоте «За заслуги перед землёй Нижняя Австрия»[нем.] (2002, Нижняя Австрия, Австрия)[86].
- Почётная медаль федеральной столицы Вены в золоте[нем.] (2002, Вена, Австрия)[87].
- Командорский крест Ордена «За заслуги перед Федеративной Республикой Германия» (2003, Германия)[88].
- Командорский Крест в серебре Почётного знака «За заслуги перед Австрийской Республикой» (2008, Австрия)[84]. Вручён 9 мая 2008 года вице-канцлером Австрии Вильгельмом Мольтерером на открытии выставки Пауля Клее в галерее «Альбертина» в Вене[89][90].

#### Общественные
- Премия в чистой химии[англ.] от Американского химического общества (1958)[91].
- Премия Бакеланда[нем.] от Американского химического общества (1959)[92].
- Премия Фриче[англ.] от Американского химического общества (1960)[93].
- Премия столетия от Королевского химического общества (1963)[94].
- Патентная премия Фонда Фридмана от Американского института химиков[англ.] (1970)[17].
- Премия «Пионер химии»[англ.] от Американского института химиков[англ.] (1973)[95].
- Премия «За творческие изобретения»[англ.] от Американского химического общества (1973)[96]
- Медаль Перкина от Общества химической промышленности[англ.] (1975)[97].
- Членство в Национальном зале славы изобретателей (1978)[98].
- Первая Премия Вольфа по химии (1978) — «за работы в биоорганической химии, применение новых методов спектроскопии, и поддержку международного сотрудничества»[99].
- Премия Барда в области медицины и науки от Бард-Колледжа (1983)[17].
- Премия в области химии и современных технических проблем от Американского химического общества (1983)[100].
- Премия Русселя[англ.] (1988)[17].
- Премия первооткрывателя от Американской ассоциации фармацевтических производителей[англ.] (1988)[101].
- Премия Джона Густава Эсселена[англ.] за химию в интересах общества от Американского химического общества (1989)[102].
- Первая Премия «За промышленное применение науки»[англ.] Национальной академии наук США (1990)[103].
- Медаль Невады от Пустынного научно-исследовательского института[англ.] (1992)[104].
- Медаль Пристли от Американского химического общества (1992)[105].
- Золотая медаль Томсона от Международного общества масс-спектрометрии[англ.] (1994)[101].
- Премия Принца Махидола[англ.] в области медицины (1995)[106].
- Премия Суверенного фонда (1996)[17].
- Премия Уилларда Гиббса от Американского химического общества (1997)[107].
- Премия Уильяма Проктера за научные достижения общества Sigma Xi[англ.] (1998)[108].
- Золотая медаль Отмера[англ.] от Фонда химического наследия[англ.] (2000)[109].
- Писательский приз[нем.] от Немецкого химического общества (2001)[110].
- Медаль Эразма[нем.] от Европейской Академии (2003)[111].
- Золотая медаль[англ.] от Американского института химиков[англ.] (2004)[112].
- Премия Сероно[англ.] в области литературы (2005)[17].
- Медаль Лихтенберга[нем.] от Академии наук в Гёттингене (2005)[113].
- Эдинбургская медаль[англ.] от Международного научного фестиваля Эдинбурга[англ.] (2011)[114].
- Премия «Меценат»[нем.] от организации «Бизнес-инициативы для искусств» и Австрийского радио (2012)[115][116].

### Университетские степени

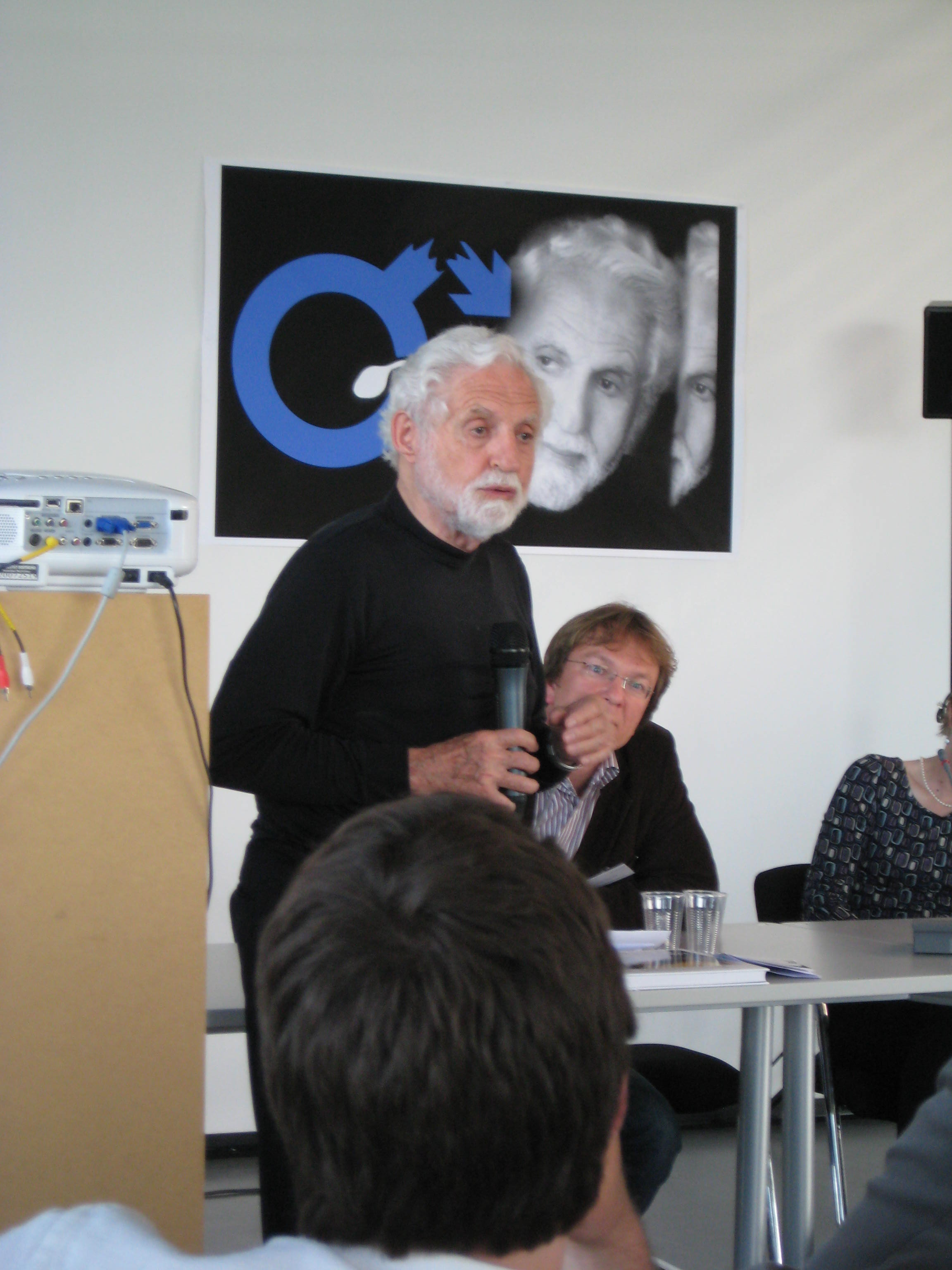
Карл Джерасси выступает в Университете Дортмунда, 2009 год. Над его головой — обломанный символ мужского пола

Карл Джерасси был обладателем более 32-х степеней почётного доктора: Национального автономного университета Мексики (1953), Кеньон-колледжа (1958), Федерального университета Рио-де-Жанейро (1969), Вустерского политехнического института (1972), Университета Уэйна (1974), Колумбийского университета (1975), Уппсальского университета (1977), Коэ-колледжа и Университета Женевы (1978), Университета Манитобы и Гентского университета (1985), Университета Адельфи (1993), Висконсинского университета в Мадисоне, Университета Южной Каролины и Швейцарской высшей технической школы Цюриха (1995), Университета Мэриленда в округе Балтимор (1997), Абердинского университета (2000), Политехнического института Нью-Йоркского университета (2001), Кембриджского университета (2005), Технического университета Дортмунда (2009), Ратгерского университета, Национального университета Килмеса и Технического университета Граца (2010), Университета Порту, Венского университета и Гейдельбергского университета (2011), Венского медицинского университета (2012), Стэнфордского университета, Венского университета Зигмунда Фрейда, Венского университета прикладных искусств, Американского университета в Болгарии и Франкфуртского университета имени Иоганна Вольфганга Гёте (2013), Инсбрукского университета имени Леопольда и Франца и Майнцского университета Иоганна Гутенберга (2014).

### Членство
Джерасси являлся членом Национальной академии наук США (1961), Национальной медицинской академии США (1973), Американской академии искусств и наук, иностранным членом Лондонского королевского общества, Шведской королевской академии наук, Шведской королевской академии инженерных наук, Европейской Академии, Немецкой академии «Леопольдина», Мексиканской, Болгарской и Бразильской академий наук, почётным членом Королевского химического общества и Американской академии фармацевтических наук.

## Труды

### Монографии
- Optical Rotatory Dispersion, McGraw-Hill & Company, 1960.
- Interpretation of mass spectra of organic compounds (в соавторстве с Гербертом Будзикевичем и Дадли Уильямсом), Holden-Day, 1964 (перевод на русский язык: «Интерпретация масс-спектров органических соединений», М., Мир, 1966, 324 с.)
- The Politics of Contraception, New York & London: W. W. Norton, 1979. ISBN 0-393-01264-6

### Научно-популярная литература
- Steroids Made it Possible, Washington, DC: American Chemical Society, 1990. ISBN 0-8412-1773-4 (автобиография)
- The Pill, Pygmy Chimps, and Degas' Horse, Basic Books, 1992. ISBN 0-465-05758-6 (автобиография)
- From the Lab into The World: A Pill for People, Pets, and Bugs, American Chemical Society, 1994. ISBN 0-8412-2808-6
- Paul Klee: Masterpieces of the Djerassi Collection, (как соавтор), Prestel Publishing, 2002. ISBN 3-7913-2779-8
- Dalla pillola alla penna, Di Renzo Editore, 2004. ISBN 88-8323-086-8
- This Man’s Pill: Reflections on the 50th Birthday of the Pill, Oxford University Press, USA, 2004. ISBN 0-19-860695-8 (автобиография)
- In Retrospect : From the Pill to the Pen, Imperial College Press, USA, 2014. ISBN 978-1783265329 (автобиография)

### Художественная литература

#### Поэзия
- The Clock Runs Backwards, Brownsville, OR: Story Line Press, 1991. ISBN 0-934257-75-2
- A Diary of Pique/ Tagebuch des Grolls, Haymon Verlag, Innsbruck, 2012. ISBN 978-3-85218-719-8

#### Фантастика
- Cantor’s Dilemma, Penguin, 1989. ISBN 0-14-014359-9
- The Futurist and Other Stories, London & Sydney: Macdonald, 1989. ISBN 0-356-17500-6
- The Bourbaki Gambit, Penguin, 1994. ISBN 0-14-025485-4
- Marx, Deceased. A Novel, Athens & London: U of Georgia P, 1996. ISBN 0-8203-1835-3
- Menachem’s Seed, Penguin, 1996. ISBN 0-14-027794-3
- Menachem’s Seed. A Novel, Athens & London: U Georgia P, 1997. ISBN 0-8203-1925-2
- NO. A Novel, Athens & London: The U of Georgia P, 1998. ISBN 0-8203-2032-3
- NO, Penguin, 1998. ISBN 0-14-029654-9
- How I Beat Coca-Cola and Other Tales of One-Upmanship, Madison: Terrace Books/U Wisconsin P, 2013. ISBN 978-0-299-29504-2

#### Драматургия
- An Immaculate Misconception: Sex in an Age of Mechanical Reproduction, London: Imperial College Press, 2000. ISBN 1-86094-248-2 (адаптация романа Menachem’s Seed)
- Oxygen[К 2] (в соавторстве с Роалдом Хоффманом), Weinheim et al.: WILEY-VCH, 2001. ISBN 3-527-30413-4
- Newton’s Darkness: Two Dramatic Views, (в соавторстве с Дэвидом Пиннером[англ.]), London: Imperial College Press, 2004. ISBN 1-86094-390-X
- L.A. Theatre Works, Audio Theatre Collection CD, 2004. ISBN 1-58081-286-4
- Sex in an Age of Technological Reproduction: ICSI and TABOOS, Madison: U Wisconsin P, 2008. ISBN 978-0-299-22790-6
- Foreplay: Hannah Arendt, the Two Adornos, and Walter Benjamin, Madison: U Wisconsin P, 2011. ISBN 978-0-299-28334-6
- Chemistry in Theatre: Insufficiency, Phallacy or Both, Imperial College Press, 2012. ISBN 978-1-84816-937-1
- Four Jews on Parnassus, Columbia University Press, 2013. ISBN 978-0-231-51830-7

## Комментарии
1. ↑  Встречается также вариант — Дьерасси[1][2].
2. ↑  Премьера постановки состоялась 2 апреля 2001 года в Репертуарном театре Сан-Диего[англ.], в год 125-летнего юбилея  Американского химического общества и 100-летия учреждения Нобелевской премии[129].